# Renault Avantime

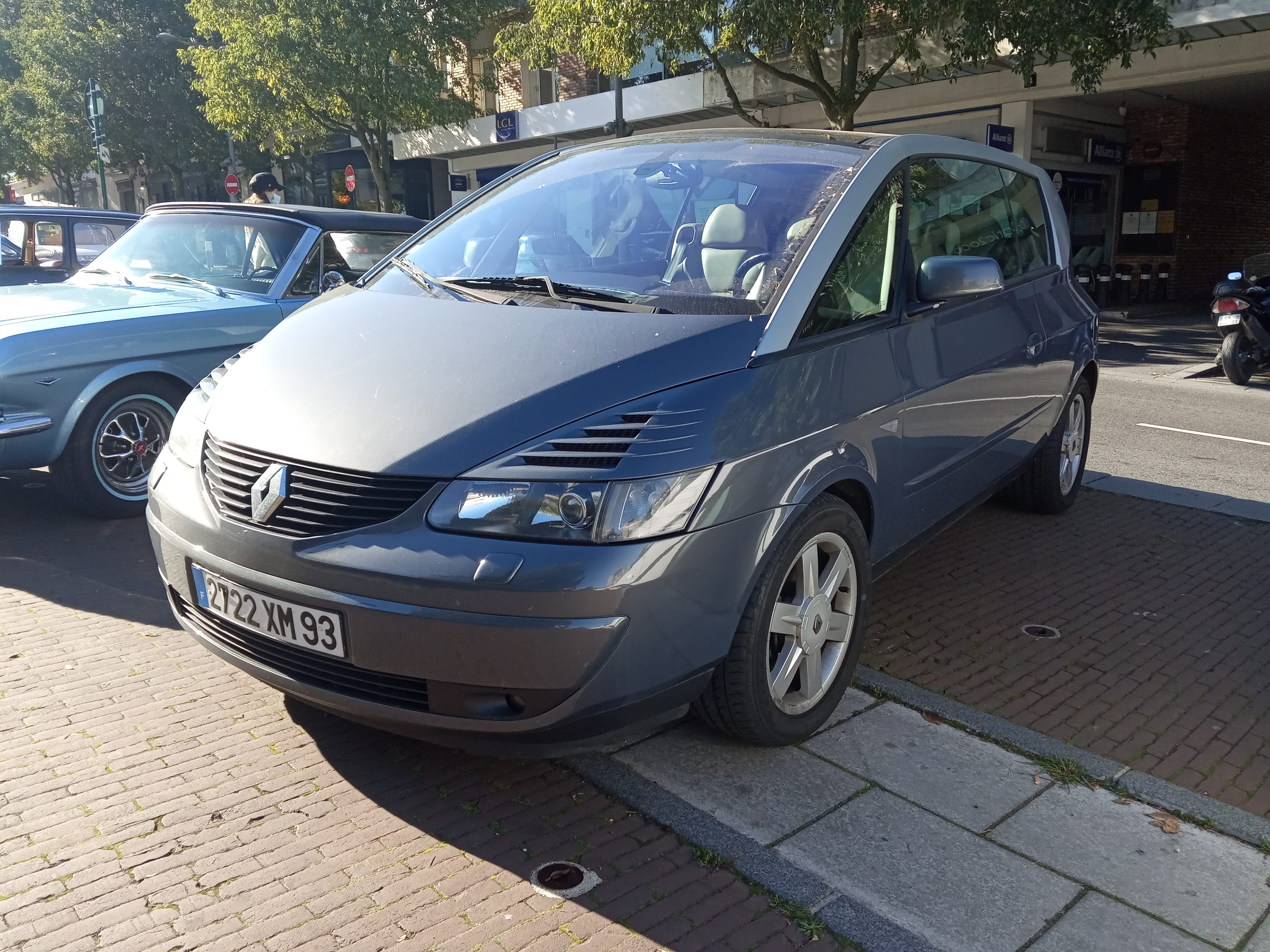
Avantime Gris.

La Renault Avantime est une automobile produite par Matra pour le compte du constructeur Renault, entre 2001 et 2003.
Comme la Renault Espace, le concept a été proposé par Matra qui en a assuré le développement conjointement avec son partenaire. Au centre de design Renault, Thierry Métroz, a signé le design du véhicule en un temps record. Face à son insuccès commercial, il est abandonné par Matra Automobile qui doit fermer son usine de Romorantin. Seuls 8 557 exemplaires de ce modèle ont été produits. La commercialisation et la maintenance ont été assurées par le réseau Renault.
Le modèle Avantime de série avait été précédé par un concept car présenté au Salon de Genève en mars 1999. Il innovait en étant le premier et seul « Coupéspace » : un concept qui était à la lisière des monospaces et des coupés haut de gamme.
Il est proposé par Matra à Renault pour renouveler le plan de charge de l'usine de Romorantin, l'Espace étant transféré dans les usines d'assemblage de Renault. Le modèle visait la clientèle historique de Renault Espace libérée des contraintes de la famille, disposant d'un fort pouvoir d'achat et attirée par la différence et l’anticonformisme d'un véhicule.
Son design spectaculaire a surpris avant tout par sa lunette arrière en demi-lune, inspirée du concept car Renault Vel Satis, mais aussi par ses feux arrière très travaillés, ses arches en aluminium brut et son toit entièrement vitré. Pour ses concepteurs, le design de la proue ne devait rien laisser prévoir du design de l'arrière.
À l'intérieur, on trouve un univers beige et noir, épuré, aérien et très lumineux, agrémenté de quatre fauteuils individuels en cuir et doté d'un équipement haut de gamme avec feux Xénon et GPS.
Le concept Avantime est motorisé par un 3.0 V6 24 soupapes développant 207 ch et associé à une boîte manuelle à 6 rapports.
En septembre 2014, à l'occasion du Mondial de l'automobile de Paris, le Concept car a été exposé dans un hall retraçant « l'Automobile et la Mode ».

## Historique

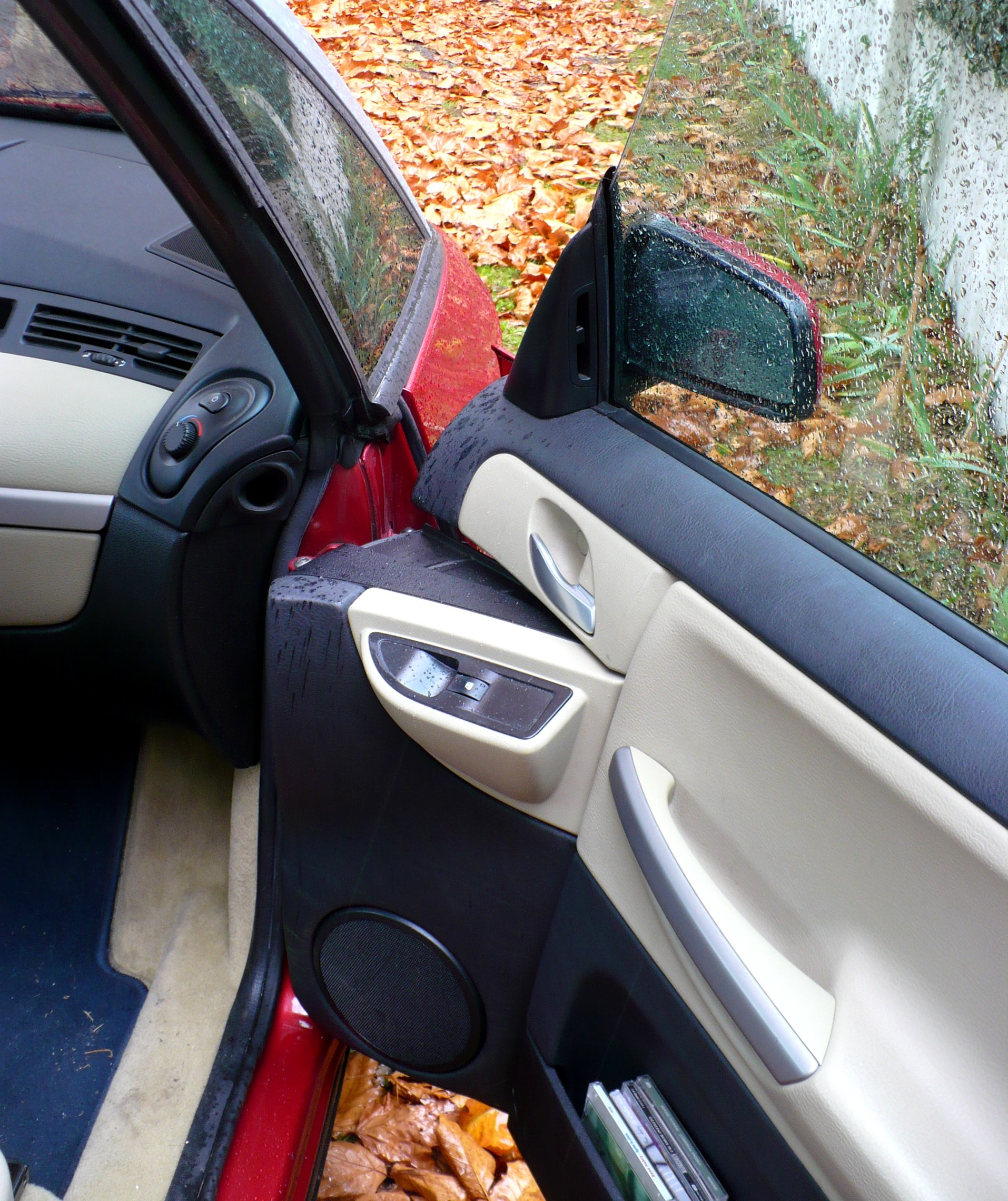
Portière Avantime à double cinématique. Renault Matra, 2003.

En 1998, Louis Schweitzer, PDG de Renault, et Philippe Guédon, PDG de Matra Automobile, signent un accord de partenariat. Il prévoit le développement par Matra et la commercialisation par Renault d'un nouveau produit haut de gamme, véhicule d'image précurseur du design de la gamme à venir, qui doit séduire une clientèle aisée, moderne et anticonformiste. Il doit prendre le relais de l'Espace sur les chaînes de Romorantin. Son nom de baptême est significatif de sa projection dans le futur : Avantime.
En octobre 1999, l’Avantime de série est exposé au salon de Francfort. En juin 2001, il est présenté à la presse. Son design très original reste extrêmement proche de celui du concept car original, mais se différencie techniquement assez peu de l'Espace III dont il reprend la plupart des éléments, puis de la berline Vel Satis avec laquelle on le confondra souvent.
95 % du design et des solutions techniques présentes sur le concept sont retenus, comme la structure supérieure en aluminium brut, les portières à ouverture pantographique, les sièges avant à ceinture intégrée, l’abondance de surfaces vitrées et la structure sans montant agrémentée par un toit avant ouvrant panoramique et un toit arrière vitré fixe. C'est la plateforme de l'Espace III qui est utilisée, en reprenant près de 50 % de ses pièces. Parmi ses autres particularités, les longues portes ont une ouverture à cinématique excentrée (issues du projet Matra P41), ce qui permet de faciliter l'accès à bord dans un encombrement réduit. Les 4 vitres latérales peuvent être ouvertes sans montant central.
Toutefois, elle souffre de défauts de finition. Pour Le Monde, « lorsqu’on refermait [la porte] un peu fort, toutes les vitres des premiers modèles se mettaient à trembler. Les défauts de jonction des vitres émettent des sifflements, le toit en verre grince et les matériaux intérieurs ne transpirent pas la qualité. ».
Le lancement a lieu en septembre 2001. Un spot publicitaire très artistique, mettant en scène le créateur de mode français Jean-Paul Gaultier, est diffusé avec, pour la première fois, l'apparition du slogan : « Renault, créateur d'automobile ».

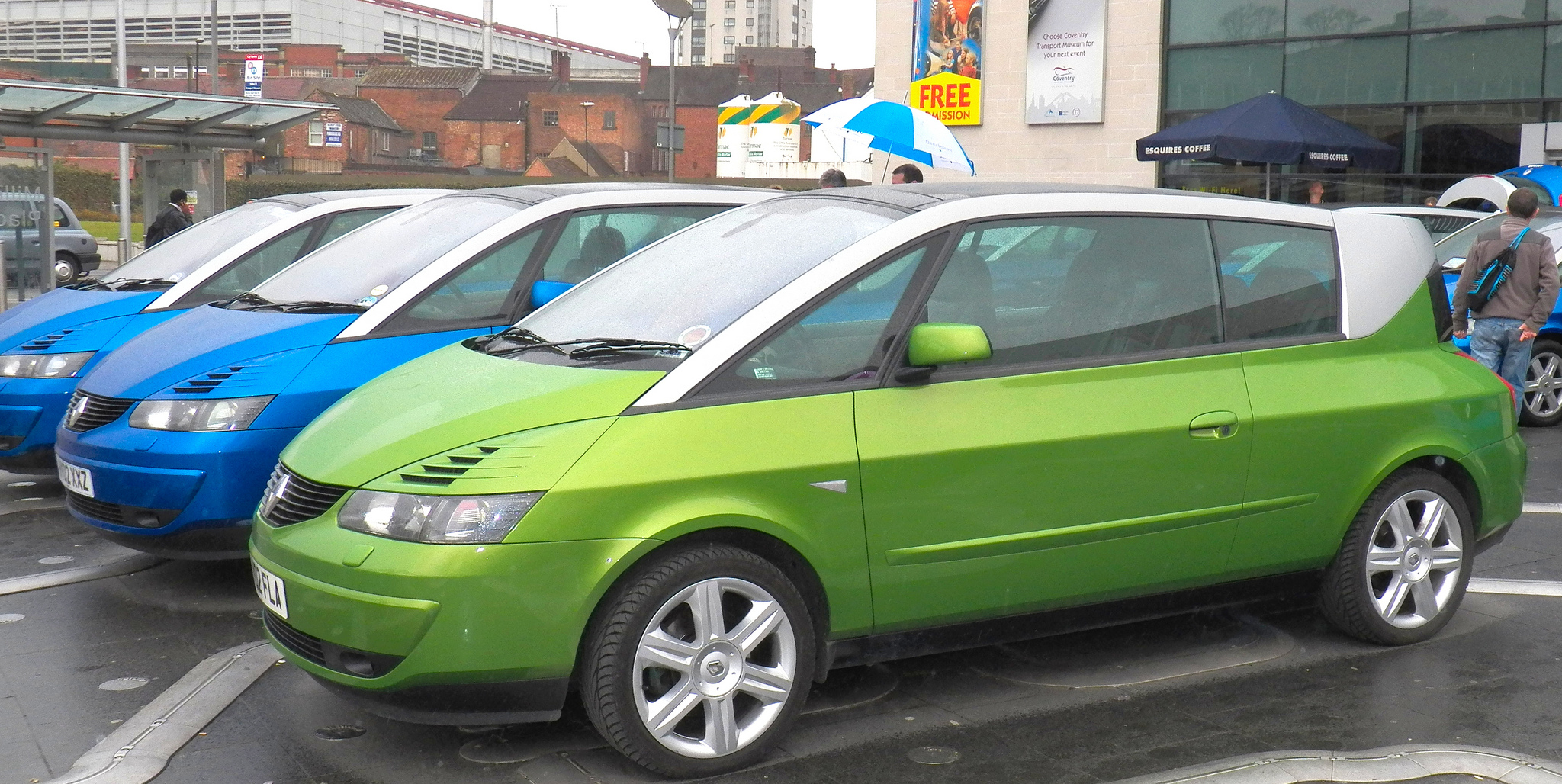
Renault Avantime - coloris Bleu Iliade et Vert Taïga.

Les contraintes techniques (carrosserie dépourvue de montants centraux, double cinématique des portes) ainsi que certains défauts d'assemblage ont retardé son lancement, ce qui lui a valu d'être raillée en Aftertime. L'Avantime est ainsi sorti à peu près en même temps que l'autre haut de gamme de la marque, la Vel Satis, au style anticonformiste également mais assez proche visuellement de l'Avantime, ce qui a entraîné une confusion rédhibitoire dans l'esprit du public.
Les potentiels acheteurs, mais plus encore le réseau de distribution, sont déroutés par ce véhicule inhabituel. On reproche par exemple à l'Avantime de n'avoir que deux portes, alors qu'il s'agit de son concept même : être un « coupé monospace »[réf. nécessaire]. Au bout d’un an, les 3 900 immatriculations comptabilisées sont loin de l'objectif pourtant modeste de 15 000 fixé par Renault. Matra peut d'autant moins supporter cet insuccès que d'autres projets, dont une voiture sans permis, se révèlent des impasses.
Dans un marché français fortement diésélisé, un seul moteur essence est alors proposé. Il s'agit du « moteur V6 ESL » de 3 litres (type L7X) et uniquement en boîte manuelle 6 rapports, la motorisation diesel étant lancée un an plus tard.
Deux finitions sont au catalogue : Dynamique et Privilège. On peut ajouter à cette dernière finition le Pack Exception, qui donne accès à une palette de coloris élargie pour la sellerie (bleu Taquille, gris Cendre, gris Perle, gris Volcan, rouge Inca et vert Amazonie) 

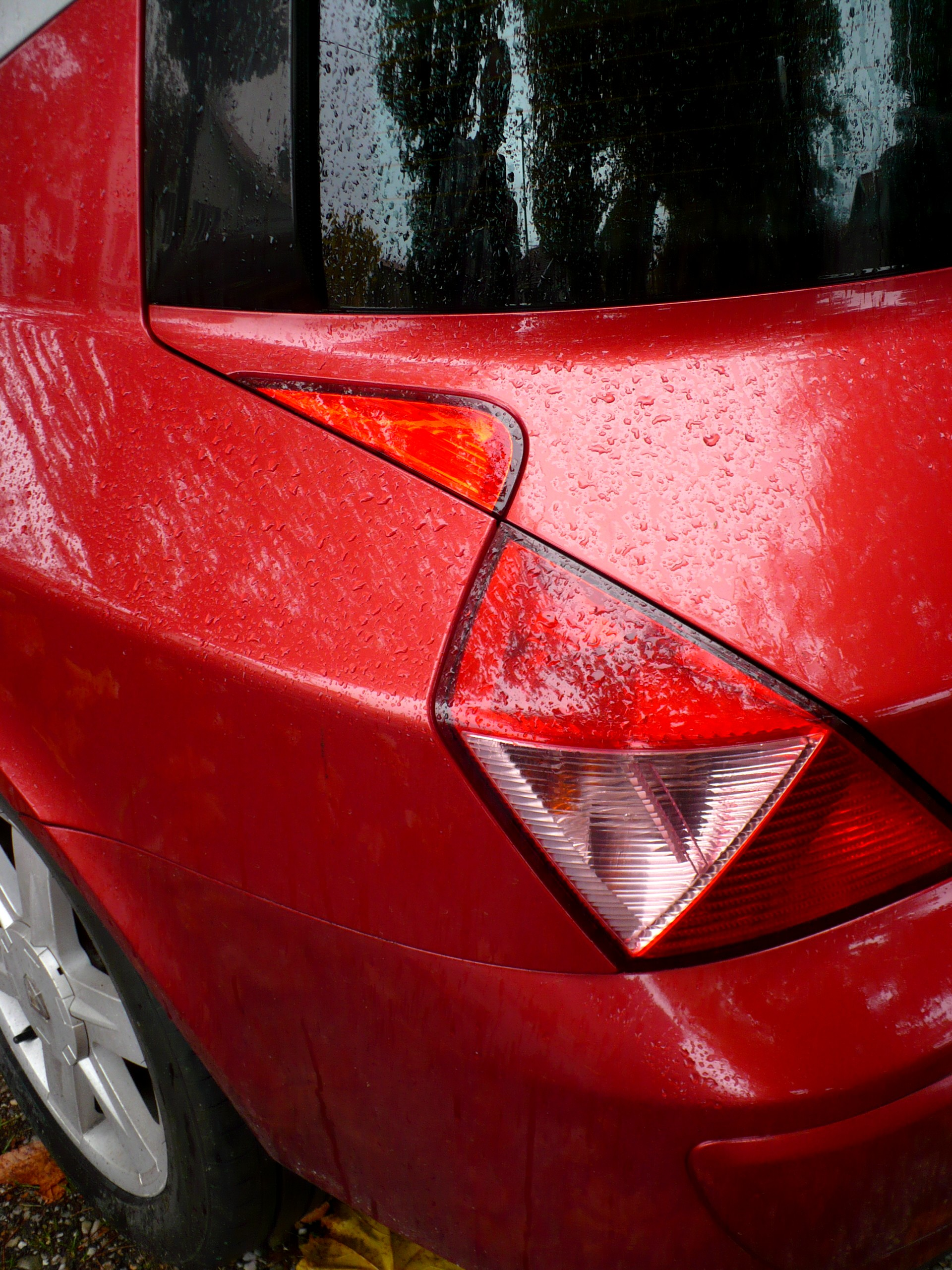
Renault Avantime, détail du design des feux arrière.

En avril 2002, le moteur F 2.0 Turbo essence (type F4RT) est introduit, équipé d'une boîte manuelle 6 rapports, et le moteur V6 ESL 3 litres (type L7X) devient disponible en boîte automatique Aisin-Warner Proactive à 5 rapports. La finition Expression vient bientôt enrichir la gamme par le bas.
En juin 2002, le moteur G 2.2 dCi (Diesel) type G9T, équipé d'une boîte manuelle 6 rapports, vient élargir l'offre de motorisation par le bas également.
En janvier 2003, la série limitée Helios, basée sur la finition Expression, propose un équipement enrichi et un prix d'entrée plus abordable.
Le 26 février suivant, Matra annonce néanmoins la fermeture de l'usine de Romorantin. Renault annonce qu'il ne reprendra pas à son compte la production de l'Avantime.
En mai, après seulement 8 557 Avantime produits en 22 mois, la production est arrêtée. Environ 4 000 véhicules ont été exportés, majoritairement en Europe.
Malgré l'exceptionnel écho de ce véhicule inhabituel dans la presse professionnelle internationale, son remarquable confort et son agrément de conduite, l'Avantime se révèle un échec commercial, handicapé par son atypisme déroutant autant que par son positionnement haut de gamme que sa finition aléatoire rend pourtant inaccessible. Il reste, en revanche, le précurseur d'une longue lignée de véhicules mêlant les inspirations, que l'on nommera crossover.
Au-delà des aspects esthétique et pratique, il convient de souligner les qualités routières très élevées de ce modèle : il fut essayé en novembre 2008 sur circuit par les animateurs de la célèbre émission anglaise Top Gear, bluffés par la tenue de route de l'Avantime. Dans une interview en Italie, l'ingénieur Nicola Materazzi qui a mis au point des bolides surpuissants (Lancia Stratos et Ferrari F40, entre autres), citait explicitement l'Avantime comme ayant une tenue de route et une stabilité exceptionnelles.

## Caractéristiques

### Motorisations
|                           | Essence 2,016 V Turbo                         | Essence 3.0 V6 24v                            | Essence 3.0 V6 24v Proactive                   | Diesel 2.2 DCI                                |
| ------------------------- | --------------------------------------------- | --------------------------------------------- | ---------------------------------------------- | --------------------------------------------- |
| Finitions                 | Expression, Helios, Dynamique, Privilège      | Dynamique, Privilège                          | Dynamique, Privilège                           | Expression, Helios, Dynamique, Privilège      |
|                           | Moteurs                                       |                                               |                                                |                                               |
| Architecture              | 4 cylindres en ligne                          | 6 cylindres en V                              | 6 cylindres en V                               | 4 cylindres en ligne                          |
| Cylindrée (cm3)           | 1 998                                         | 2 946                                         | 2 946                                          | 2 188                                         |
| Puissance maxi kW / ch    | 121 kW / 165 ch                               | 154 kW / 210 ch                               | 154 kW / 210 ch                                | 110 kW / 150 ch                               |
| à tr/min                  | 5 000                                         | 6 000                                         | 6 000                                          | 4 000                                         |
| Couple maxi               | 250 N m à 2 000 tr/min                        | 285 N m à 3 750 tr/min                        | 285 N m à 3 750 tr/min                         | 320 N m à 1 750 tr/min                        |
|                           | Performances                                  |                                               |                                                |                                               |
| Vitesse maximum           | 202 km/h                                      | 220 km/h                                      | 215 km/h                                       | 195 km/h                                      |
| Accélération 0 à 100 km/h | 9,9 s                                         | 8,6 s                                         | 9,2 s                                          | 11,4 s                                        |
|                           | Consommations cycle ECE L/100 km              |                                               |                                                |                                               |
| Cycle urbain              | 12,6                                          | 15,9                                          | 16,3                                           | 9,7                                           |
| Cycle extra urbain        | 7,3                                           | 8,9                                           | 8,8                                            | 5,9                                           |
| Cycle mixte               | 9,2                                           | 11,3                                          | 11,5                                           | 7,3                                           |
|                           | Masses en kg                                  |                                               |                                                |                                               |
| à vide en ordre de marche | 1 641                                         | 1 741                                         | 1 761                                          | 1 753                                         |
| Roues                     |                                               |                                               |                                                |                                               |
| Finitions                 | Expression                                    | Helios                                        | Dynamique                                      | Privilège                                     |
| Pneumatiques              | 225/55 R16 95V                                | 225/55 R16 95V                                | 225/55 R16 95V 225/50 R17 94V 235/50 R17 96V   | 235/50 R17 96V                                |
| Jantes                    | tôle 7j 16" + enjoliveurs Jeremy              | alliage Eridan 7j 16"                         | alliage Cythère 7j 16" alliage Rhodes 7,5j 17" | alliage Rhodes 7,5j 17"                       |
| Jante accessoire          | alliage Olympie 18" avec pneus 235/45 R18 98W | alliage Olympie 18" avec pneus 235/45 R18 98W | alliage Olympie 18" avec pneus 235/45 R18 98W  | alliage Olympie 18" avec pneus 235/45 R18 98W |
| Roue de secours           | tôle 16" avec pneu 175/70 R16 98P             | tôle 16" avec pneu 175/70 R16 98P             | tôle 16" avec pneu 175/70 R16 98P              | tôle 16" avec pneu 175/70 R16 98P             |

## Le devenir du modèle Avantime

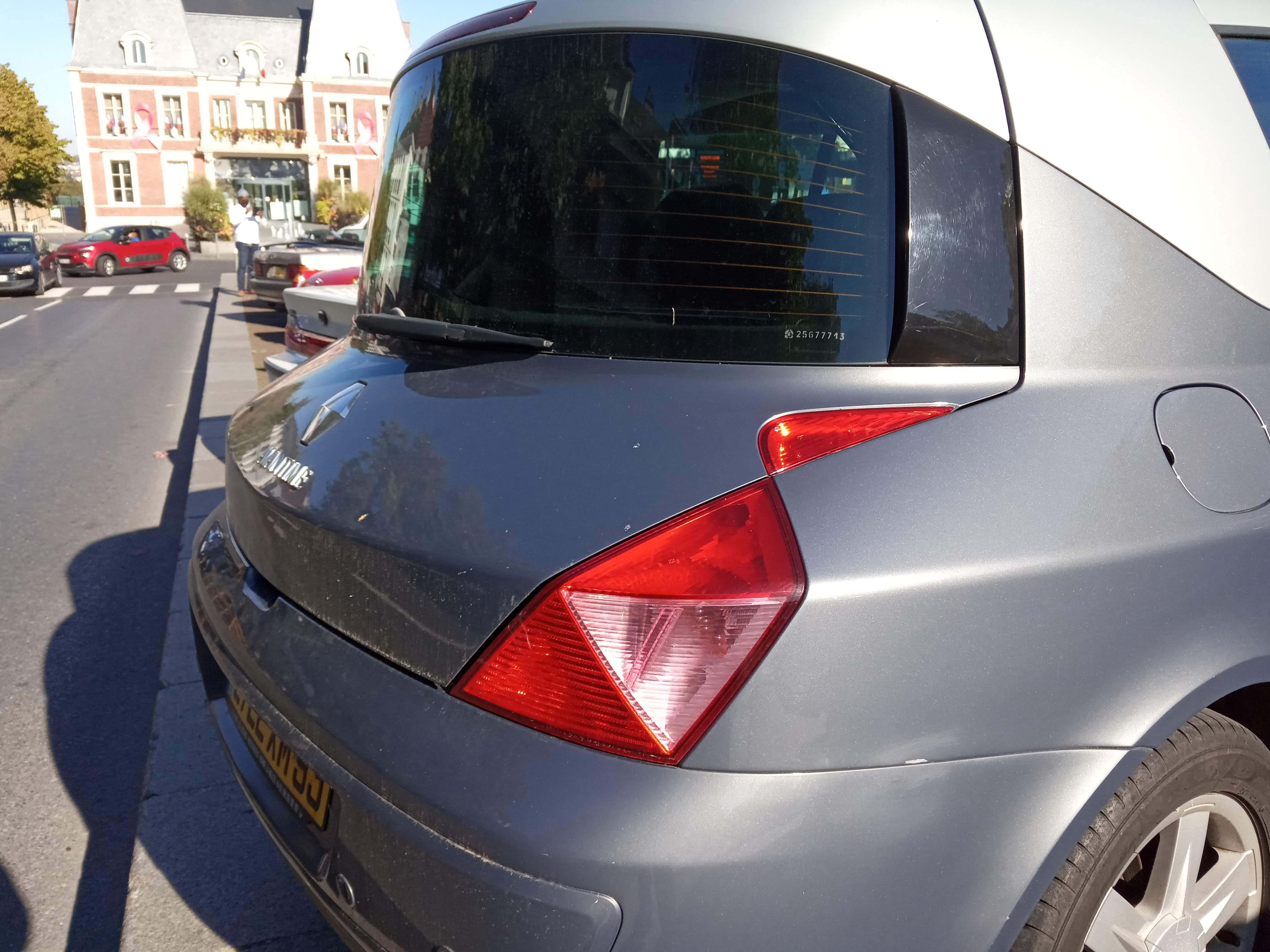

Le 3 septembre 2011, 200 propriétaires d'Avantime se retrouvent sur l'Autodrome de Linas-Montlhéry (Essonne) pour fêter le 10e anniversaire de lancement du modèle, en présence des concepteurs d'origine (dont Thierry Métroz, passé depuis chez Citroën et DS), avec le soutien de Renault qui reconnaît enfin ce véhicule comme faisant partie de son patrimoine créateur.
Considéré comme un des plus récents véhicules de collection, l'Avantime connaît un regain d'intérêt de la part des amateurs de véhicules rares. La fiabilité de sa base technique issue de l'Espace III (trains roulants, électronique, ventilation...), sa structure intégralement protégée par un bain de zinc à 270 °C et sa carrosserie polyester en font un modèle aisé à conserver exempt de corrosion. De plus, le niveau d'équipement haut de gamme lui permet de rivaliser avec les productions contemporaines et de maintenir son utilisation de grande routière. Les motorisations, largement répandues dans la gamme Renault, mais aussi PSA (moteur V6 ESL 3.0 des 406 coupé, 607, 807 ou Citroën C5, C8), assurent une source aisée de pièces mécaniques de rechange. Au bout du compte, l'audace stylistique qui dérouta et freina les acheteurs potentiels à l'époque de sa production s'est transformée en atout majeur du modèle au fil du temps.

## Dans la culture populaire

### Cinéma
L'Avantime apparaît en 2006 dans le film Les Fils de l'homme (Children of Men), mais dans une version prototype à quatre portes qui n'a pas été commercialisée.
Il apparaît également brièvement dans un film de la marque Renault en 2011, sous la forme de ses plans en 3D.
Plus récemment, le véhicule fait une brève apparition dans le film Ready Player One réalisé par Steven Spielberg, sorti en 2018.